# Costa del Sol
Costa del Sol er en region som udgør kystbyer og småsamfund i den sydlige del af Málaga-provinsen i det sydlige Spanien, i den autonome region Andalusien. Navnet bliver ofte oversat til "Solkysten" på dansk. Tidligere bestod kysten af små, rolige fiskerlandsbyer, men regionen blev totalt forandret i sidste halvdel af det 20. århundrede. Området er nu et verdensberømt turistområde med et næsten sammenhængende bælte af byer og turistområder langs hele kystlinjen. 
Costa del Sol strækker sig vestover langs Middelhavskysten fra Nerja forbi Málaga by til øst for grænsen til Cádiz-provinsen.
Der har været bosættelser i regionen fra bronzealderen, og området har været under fremmed styre fra forskellige kulturer som fønikerne, kartagerne, romerne, vandalerne, visigoterne og maurerne, før Reconquista. 
Området er stærkt urbaniseret, med et bredt tætbebygget bælte langs kysten. Den arkitektoniske stil er en blanding af små hvide huse og store højhuse – særligt på de typiske turiststrande.